# 시티투어 버스

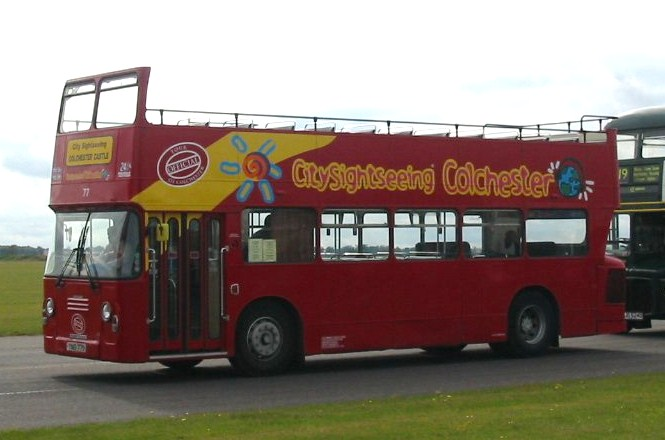
뚜껑이 없는 시티투어 2층버스

시티투어 버스는 외국인이나 여행자를 대상으로 한 도시 관광용 운행버스다.
대한민국에서는 서울과 부산 등지에서 운행된다. 부산 시티투어버스는 지붕이 없는 2층버스로 티켓을 구매하면 하루동안 일정 루트를 순환하는 버스를 언제든 탈 수 있는 순환형과 1회만 운행되며 관광루트에 맞춰 이동하는 테마형으로 운행된다.

## 같이 보기
- 투어버스